# Sasita Mean
Sasita Mean (auch Sasitamean) ist ein Distrikt (Kecamatan) des indonesischen Regierungsbezirks (indonesisch Kabupaten) Malaka (Provinz Ost-Nusa-Tenggara) auf der Insel Timor. Der Verwaltungssitz befindet sich in Kaputu.

## Geographie
| „Dorf“ (Desa)    | Hauptort  | Fläche    | Einwohner |
| ---------------- | --------- | --------- | --------- |
| Manulea          | Kaputu    | 8,81 km²  | 2.472     |
| Naibone          | Naibone   | 6,89 km²  | 911       |
| Faturain         | Wekfau    | 6,89 km²  | 1.067     |
| As Manulea       | Asmanulea | 7,63 km²  | 774       |
| Beaneno          | Lianain   | 5,42 km²  | 724       |
| Manumutin Silole | Dare      | 5,36 km²  | 491       |
| Builaran         | Builaran  | 4,94 km²  | 1.048     |
| Umatnana         | Sonaf     | 5,27 km²  | 622       |
| Naisau           | Maera     | 14,27 km² | 460       |

Sasita Mean liegt im Westen des Regierungsbezirks Malaka im westlichen Zentraltimor. Im Norden grenzt es an den Distrikt Laenmanen, im Osten an den Distrikt Botin Leobele, im Süden an Zentralmalaka und im Westen an den Distrikt Io Kufeu. Nordwestlich befindet sich der Regierungsbezirk (Kabupaten) Nordzentraltimor (Timor Tengah Utara). Sasita Mean hat eine Fläche von 65,48 km².
Der Distrikt unterteilt sich in neun Dörfer (indonesisch Desa): Naisau bildet mit 14,27 km² den Nordwesten des Distrikts. Südöstlich davon liegt As Manulea mit 7,63 km². Im Süden befinden sich Manumutin Silole mit 5,36 km², Faturain mit 6,89 km² und Builaran mit 4,94 km². Das Zentrum besteht aus Manulea mit 8,81 km², Umatnana mit 5,27 km², Beaneno mit 5,42 km² und Naibone mit 6,89 km².
2015 gab es 55 Regentage, bei denen es insgesamt 896,5 mm Niederschläge fielen. Die Temperatur schwankt zwischen 24 und 35 °C.
Die Hauptorte der Dörfer befinden sich alle oberhalb von 500 m. 3.525 Hektar des Distrikts besteht aus Wäldern. 2.150 davon sind Schutzwald, 1.375 Hektar stehen nach altem Glauben unter besonderen Schutz.

## Einwohner
2016 lebten im Distrikt 8.569 Menschen (4.241 Männer und 4.328 Frauen) in 2.330 Haushalten. 1.072 Einwohner waren 0 bis 4 Jahre alt, 210 waren 75 Jahre oder älter. 2011 betrug die Einwohnerzahl noch 8.017. Die meisten Menschen leben im Manulea (2.472 Einwohner).
8.408 Menschen bekennen sich zum katholischen Glauben, 138 sind Protestanten und 23 Muslime. Im Distrikt gibt es neun katholische Kirchen.

## Öffentliche Einrichtungen und Infrastruktur
Im Distrikt gibt es zwölf Grundschulen, zwei Junior High Schools und zwei Senior High Schools. 33 Gesundheitseinrichtungen stehen für eine medizinische Versorgung zur Verfügung.

## Wirtschaft
Das wichtigste landwirtschaftliche Produkt ist Mais. Er wird auf 1.190 Hektar angepflanzt. Eine größere Bedeutung hat Maniok mit 301 Hektar Anbaufläche. Weitere landwirtschaftliche Produkte sind grüne Bohnen (29 Hektar), Erdnüsse (43 Hektar), Süßkartoffeln (15 Hektar), Pekannüsse, Kokosnüsse und Cashewnüsse. Reis wird nicht angebaut. 2015 hielt man im Distrikt als Nutztiere 3.465 Rinder, vier Büffel, zehn Pferde,  5.007 Schweine, 289 Ziegen, 14.026 Hühner und 152 Enten.
79 produzierende und verarbeitendes Unternehmen sind in Laenmanen tätig.